# Ricerche filosofiche
Le Ricerche filosofiche (titolo orig. tedesco Philosophische Untersuchungen) sono un'opera del filosofo viennese Ludwig Wittgenstein. Pubblicato postume nel 1953, sono contenuti materiali scritti fra il 1941 e il 1949: si discutono numerosi problemi relativi alla semantica, alla logica,  alla filosofia della matematica, della psicologia, dell'azione e della mente. Le Ricerche sono considerate, insieme a Della certezza, il testo più importante e rappresentativo della produzione matura di Wittgenstein. Soprattutto all'interno della tradizione analitica, esse sono viste come una delle più importanti opere filosofiche del Novecento.
Il genere letterario dell'opera è dibattuto: è stato proposto il dichtung, genere tedesco di narrativa sperimentale a metà strada fra prosa e poesia.

## Edizioni italiane
- Ricerche filosofiche, traduzione di Renzo Piovesan e Mario Trinchero, a cura di M. Trinchero, Biblioteca di cultura filosofica n.29, Torino, Einaudi, 1967. - Nuova ed., Collana Biblioteca, Einaudi, 1999, ISBN 978-88-061-5175-1; Collana Piccola Biblioteca, Einaudi, 2009, ISBN 978-88-061-9903-6.
- Ricerche filosofiche, traduzione di Elena Valeri, Luisa Bertolini e Mauro Nobile, a cura di Luigi Perissinotto, Collana UEF. I Classici, Milano, Feltrinelli, 2024, ISBN 978-88-079-0461-5.